# Gorno Botevo
Gorno Botevo (bulgariska: Горно Ботево) är ett distrikt i Bulgarien.   Det ligger i kommunen Obsjtina Stara Zagora och regionen Stara Zagora, i den centrala delen av landet, 210 km öster om huvudstaden Sofia.
Trakten runt Gorno Botevo består till största delen av jordbruksmark. Runt Gorno Botevo är det ganska tätbefolkat, med 52 invånare per kvadratkilometer.